# Cmentarz żydowski w Aleksandrowie Kujawskim
Cmentarz żydowski w Aleksandrowie Kujawskim – został założony pod koniec XIX wieku i znajdował się przy obecnej ulicy Parkowej. Teren cmentarza liczył 0,5 ha. Został zdewastowany przez nazistów podczas II wojny światowej. Zdewastowane nagrobki istniały jeszcze po wojnie. Całkowite zniszczenie cmentarza nastąpiło długo po wojnie. W latach 60. na terenie cmentarza prowadzone były prace archeologiczne przez pracowników i studentów Uniwersytetu Mikołaja Kopernika w Toruniu. Jeszcze w latach 90. na zarośniętym terenie dawnego cmentarza można było dostrzec ślady po nagrobkach
Tutaj można zobaczyć cmentarz żydowski w Aleksandrowie Kujawskim na mapie z 1930 roku